# Amplovalvata cyclostoma
Amplovalvata cyclostoma is een uitgestorven slakkensoort uit de familie van de Valvatidae. De wetenschappelijke naam van de soort werd voor het eerst geldig gepubliceerd in 1952 door Yen.